# 1990年最高裁判所裁判官国民審査
1990年最高裁判所裁判官国民審査（1990ねんさいこうさいばんしょさいばんかんこくみんしんさ）は、1990年（平成2年）2月18日に第39回衆議院議員総選挙と共に執行された最高裁判所裁判官国民審査。

## 総論
8人の最高裁判所裁判官に対して国民審査が行われ、全員罷免しないとされた。投票率は70.56%であった。
1989年12月13日に最高裁裁判官会議は28道府県の41の地家裁支部を廃止する規則改正を行った（施行は1990年4月1日から）。支部廃止の対象となった地方自治体の反発は大きく、その決定に関わった最高裁裁判官への反発が罷免票の増加につながった地域もあった（ただし、審査対象となった8人の内、橋元四郎平と中島敏次郎は当時任命されていなかった）。松山地家裁八幡浜支部の管轄区域である八幡浜市と西宇和郡、福岡地家裁甘木支部の管轄区域であり甘木市と朝倉郡で最高裁裁判官罷免を求める住民運動が展開され、これらの地域では罷免要求率が増加した。

## 国民審査の集計の誤り
この国民審査において、墨田区選挙管理委員会から東京都選挙管理委員会への報告の過程で、不信任と信任の票を取り違えるミスが発生した。このミスはその後の確認でも発覚せずそのまま確定結果となった。その後に有権者からの指摘でミスが明らかになったが、審査会が終了し審査結果が確定した場合に結果を訂正する手続きが法律上ないために公式記録は誤ったままとなっている。

## 国民審査の結果
公式集計（墨田区の結果が誤っているもの）
| 裁判官     | 罷免を可とする票 | 罷免を可としない票 | 罷免を可とする率 |
| ---------- | ---------------- | ------------------ | ---------------- |
| 奧野久之   | 7,484,002        | 52,455,386         | 12.49%           |
| 貞家克己   | 7,204,782        | 52,734,826         | 12.02%           |
| 中島敏次郎 | 7,052,184        | 52,887,348         | 11.77%           |
| 園部逸夫   | 6,968,883        | 52,970,775         | 11.63%           |
| 四ッ谷巖   | 7,387,102        | 52,552,596         | 12.32%           |
| 橋元四郎平 | 6,810,529        | 53,129,114         | 11.36%           |
| 大堀誠一   | 6,841,151        | 53,098,537         | 11.41%           |
| 草場良八   | 6,652,321        | 53,287,446         | 11.10%           |

墨田区の結果を修正したもの
| 裁判官     | 罷免を可とする票 | 罷免を可としない票 | 罷免を可とする率 |
| ---------- | ---------------- | ------------------ | ---------------- |
| 奧野久之   | 7,398,438        | 52,540,950         | 12.34%           |
| 貞家克己   | 7,118,666        | 52,820,942         | 11.88%           |
| 中島敏次郎 | 6,965,588        | 52,973,944         | 11.62%           |
| 園部逸夫   | 6,882,349        | 53,057,309         | 11.48%           |
| 四ッ谷巖   | 7,301,440        | 52,638,258         | 12.18%           |
| 橋元四郎平 | 6,723,257        | 53,216,386         | 11.22%           |
| 大堀誠一   | 6,753,683        | 53,186,005         | 11.27%           |
| 草場良八   | 6,563,865        | 53,375,872         | 10.95%           |

## 最高裁判決における裁判官の意見
1990年2月18日までの最高裁判決における意見（意見が分かれたものに限定）。
| 判決日         | 裁判                               | 奧野 久之     | 貞家 克己 | 中島 敏次郎 | 園部 逸夫 | 四ッ谷 巖 | 橋元 四郎平 | 大堀 誠一 | 草場 良八 |
| -------------- | ---------------------------------- | ------------- | --------- | ----------- | --------- | --------- | ----------- | --------- | --------- |
| 1988年6月1日   | 自衛官護国神社合祀事件の憲法判断   | 合憲          |           |             |           | 合憲      |             |           |           |
| 1988年10月21日 | 1986年衆院選の一票の格差（2.92倍） | 違憲 選挙有効 |           |             |           |           |             |           |           |
| 1988年10月21日 | 1986年参院選の一票の格差（5.85倍） | 違憲 選挙有効 |           |             |           |           |             |           |           |